# Bloody Buccaneers
Bloody Buccaneers è un album in studio del gruppo musicale olandese Golden Earring, pubblicato nel 1991.

## Tracce
1. Making Love to Yourself – 4:52
2. Temporary Madness – 3:33
3. Going to the Run – 3:53
4. Joe – 4:37
5. Planet Blue – 4:21
6. Bloody Buccaneers – 4:49
7. One Shot Away from Paradise – 3:45
8. When Love Turns to Pain – 4:47
9. In a Bad Mood – 5:23
10. Pourin' My Heart Out Again – 3:59

## Formazione
- Rinus Gerritsen - basso, tastiera
- Barry Hay - voce
- George Kooymans - chitarra, voce
- Cesar Zuiderwijk - batteria